# Labuissière (Frankrijk)
Labuissière  is een plaats in het Franse departement Pas-de-Calais en een deelgemeente (commune déléguée) van de gemeente Bruay-la-Buissière. De oude dorpskern van Labuissière ligt zo'n twee kilometer ten noordoosten van die van Bruay-en-Artois, maar de kernen zijn tegenwoordig vergroeid. 

## Geschiedenis
Op het eind van het ancien régime werd Labuissière een gemeente.
De plaats bleef landelijk tot het begin van de 19de eeuw, waarna de mijnbouw zich hier ontwikkelde. In 1850 werd buurgemeente Bruay-en-Artois de zetel van de Compagnie des mines de Bruay en de rest van de eeuw werden in de buurt verschillende mijnschachten geopend. Door de mijnbouw en industrialisatie nam de bevolking in de buurt toe en door de bouw van mijnwerkercités raakte Labuissière vergroeid met Bruay.
In 1987 werd de gemeente Labuissière bij de gemeente Bruay-en-Artois in "fusion association", waarbij de fusiegemeente de naam Bruay-la-Buissière kreeg. Na een besluit van de gemeente kreeg Labuissière vanaf 30 oktober 2021 de status van commune déléguée.

## Bezienswaardigheden

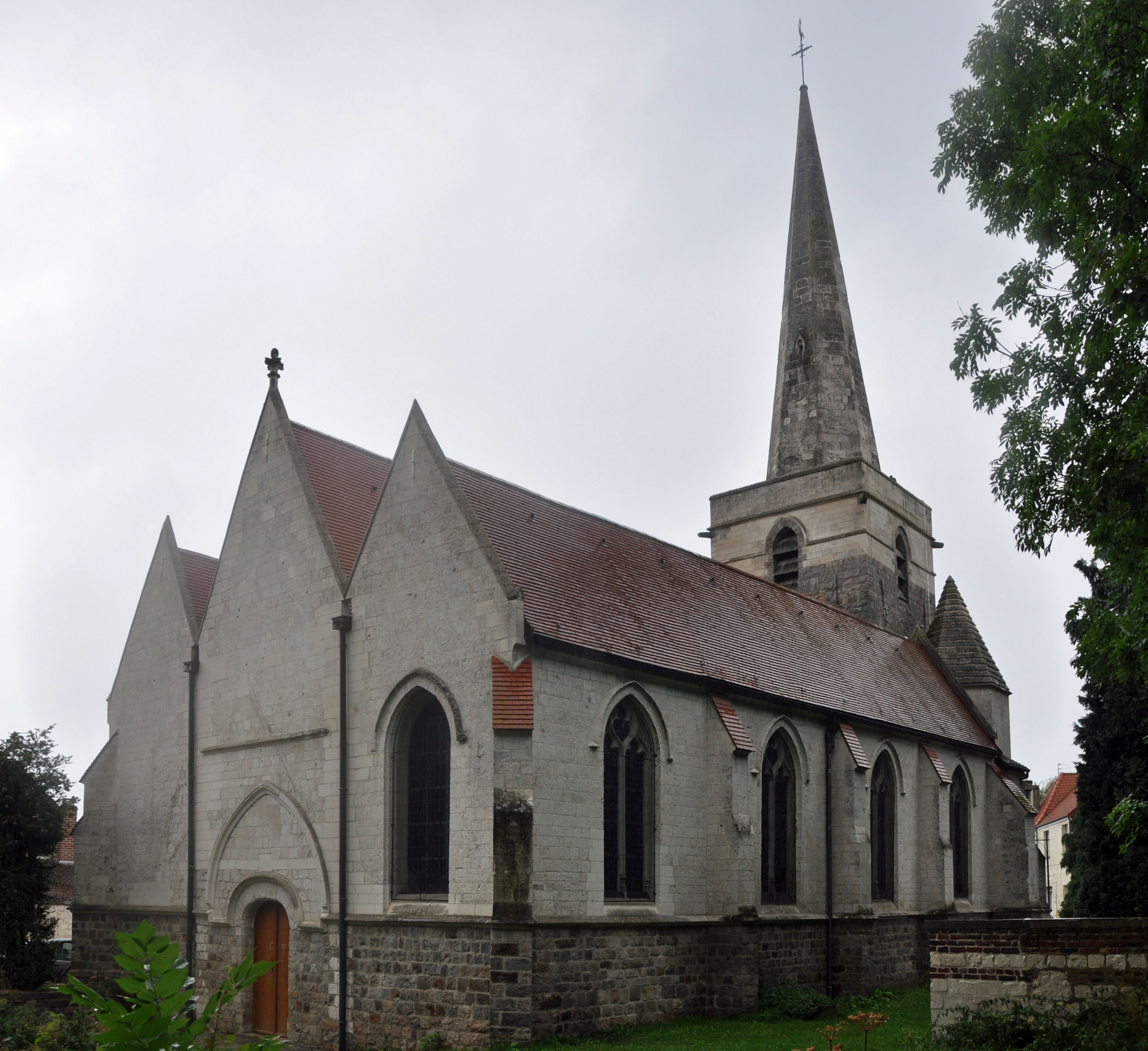
Église Saint-Martin

- De Église Saint-Martin werd in 2000 ingeschreven als monument historique.
- De donjon van het Château de La Buissière dateert uit de 13de eeuw en werd in 1965 als monument historique ingeschreven.

## Verkeer en vervoer
Labuissière ligt aan de oude weg van Saint-Pol-sur-Ternoise naar Béthune.